# Дерогатис, Джим
Джим Дерогатис (англ. Jim DeRogatis; род. 2 сентября 1964, Джерси-Сити, Нью-Джерси, США) — американский музыкальный критик и журналист, ведущий, основатель популярного радиошоу «Sound Opinions». Известен публикациями в таких музыкальных изданиях, как Spin, Guitar World и Modern Drummer, в течение пятнадцати лет был музыкальным обозревателем газеты Chicago Sun-Times.
Осенью 2010 года был принят в штат Колумбийского колледжа города Чикаго в качестве лектора на факультет английского языка.

## Карьера
В 1982 году Де Ригатис вместе с фотографом Рэем Золтовски взял одно из последних интервью у рок-критика Лестера Бэнгса за две недели до его смерти от передозировки наркотиков (интервью проходило в Высшей школе округа Хадсон). Более десятилетия спустя эта встреча послужила источником вдохновения для биографии «Let it Blurt», написанную Дерогатисом о Лестере Бэнгсе.
В 1992 году Дерогатис был принят на работу в газету Chicago Sun-Times; в 1995 году он перешёл в журнал Rolling Stone, однако проработал там всего восемь месяцев, через три года вернувшись в прежнее издание. Причиной увольнения из Rolling Stone послужила отрицательная рецензия Дерогатиса на альбом Fairweather Johnson американской рок-группы Hootie & the Blowfish, которая была принята в штыки со стороны главного редактора журнала Яна Веннера, который решил не включать её в тираж. Сотрудничество Дерогатиса с Rolling Stone было прекращено после того, как журналист сообщил об этом инциденте общественности.
Дерогатис является ведущим музыкального радио-ток-шоу «Sound Opinions», которое ведёт вместе со своим коллегой Грегом Котом. Передача транслируется на Общественном радио Чикаго, а также American Public Media и доступно в качестве подкаста. Программа является одним из самых продолжительных радио-ток-шоу, сосредоточенных исключительно на рок-музыке. Передача была основана в 1993 году, её ранняя версия выходила на радиостанциях WXRT и Q101, при участии Билла Уаймана из Chicago Reader вместо Грега Кота.
Дерогатис играет на ударных в инди-рок-группе Vortis. Ранее он также играл в группах Ex-Lion Tamers (кавер-группа Wire), Airlines, Speed the Plough и The Shotdowns. Вместе с Vortis он записал три студийных альбома.

## Конфликт с Райаном Адамсом
Широкой резонанс вызвал резкий отзыв Дерогатиса о выступлении Райана Адамса в Чикаго. После которого Адамс оставил сообщение журналисту на автоответчик назвав его рецензию «брюзжанием», а также жестко раскритиковав журналиста за кажущееся желание покритиковать его самого, а не его музыку. Впоследствии Адамас заявил, что опубликовав запись Дерогатис повёл себя неэтично, а его решение записать сообщение было ошибкой, так как оно предоставило шанс критику нажиться на этом скандале.

## Конфликт с Ар Келли
В 2008 году Дерогатис был вызван в суд в качестве свидетеля по делу участия музыканта Ар Келли в съёмках детской порнографии. Дерогатис получил видеозапись в 2002 году, будучи музыкальным критиком Chicago Sun-Times, предположительно на ней были запечатлены Ар Келли и 14-летняя девочка. Он передал запись полиции.
Адвокаты Ар Келли обвинили Дерогатиса в изготовлении детской порнографии, так как утверждали, что он якобы изготовил копию плёнки и показал её другому лицу после передачи оригинала полиции.
После первоначальной неявки в суд, 30 мая 2008 года Дерогатис получил постановлении от судьи Винсента Гохана явиться на заседание на следующий же день. Однако после допроса судьей без присутствия присяжных Дерогатис отказался предоставить ответы по существу, апеллируя к первой и пятой поправкам как основаниям для отказа. Судья не согласился с тем, что, как журналист, Дерогатис имел право апеллировать к первой поправке для отказа от дачи показаний, но допустил, что критик мог не давать показания перед присяжными, основываясь на пятой поправке (не свидетельствовать против себя).

В 2018 году Ар Келли записал песню «I Admit» (рус. «Я признаю»), в которой признаётся, что «совершил в жизни немало ошибок», Дерогатис назвал её «эпической попыткой побороться за симпатии людей, купивших 65 миллионов его пластинок». Сам музыкант так комментировал ситуацию, обратившись напрямую к журналисту: 
Ты уже 25 лет пытаешься уничтожить меня, публикуя одни и те же истории обо мне. Ты уже сделал целую карьеру на моем имени. Но знаешь что? Я молюсь за тебя, твою семью и за всех моих остальных врагов.

В самой песне звучат такие строчки: 
Я признаю, что трахал всех этих леди, постарше и помоложе. Но, скажите мне, разве это можно назвать педофилией? Неужели я должен отправиться в тюрьму только из-за вашего мнения? [...] Это дерьмо звучит просто глупо»: «Что значит „культ“? Что значит „сексуальное рабство“? Возьми словарь, посмотри там значение этих слов и объясни мне, я подожду.